# Halimedusidae
Die Halimedusidae sind eine ausschließlich im Meer lebende Familie der Hydrozoen (Hydrozoa) aus dem Stamm der Nesseltiere (Cnidaria). Es handelt sich um eine kleine Familie von derzeit drei Arten in drei monotypischen Gattungen.

## Merkmale
Der Lebenszyklus der Vertreter der Familie weist ein Polypen- und ein Medusenstadium auf. Die Hydroidpolypen sind sehr klein (<0,2 mm) und solitär. Sie besitzen drei bis acht (meist vier) Kränze mit capitaten Tentakeln. An diesen sind einige wenige Nesselzellen unregelmäßig verteilt. Die Medusenknospen bilden sind einzeln direkt unterhalb der Tentakeln. Die Meduse besitzt gewöhnlich einen kurzen Magenstiel sowie deutliche interradiale Spitzen in der Gallerte oberhalb des Manubrium. Das Manubrium ist kreuzförmig mit perradialen Loben an der Basis. Der gelippte Mund ist quadratisch bis kreuzförmig. Die Lippen sind mit Nesselzellen besetzt. Es sind vier radiale Kanäle vorhanden. Der Rand ist mit vier perradialen Tentakeln besetzt, bei einigen Formen kommen zusätzlich vier interradiale Gruppen von Tentakeln vor. Die Tentakel sind an der Basis hohl. Die Gonaden sitzen am Manubrium und bei einigen Formen auch an den perradialen Loben. Es sind keine Mesentherien vorhanden. Am Rand sitzen zylindrische Knospen und abaxiale Ocelli.

## Geographisches Vorkommen
Die drei Arten kommen im Pazifischen Ozean, im Atlantik und den Gewässern um die Antarktis vor.

## Systematik
Derzeit werden nur drei monotypische Gattungen zur Familie Halimedusidae gestellt:
- Halimedusa Bigelow, 1916
  - Halimedusa typus Bigelow, 1916
- Tiaricodon Browne, 1902
  - Tiaricodon coeruleus Browne 1902
- Urashimea Kishinouye, 1910
  - Urashimea globosa Kishinouye, 1910

### Online
- Hydrozoa Directory